# Dia Internacional do Brincar
O Dia Internacional do Brincar é comemorado anualmente em 11 de junho, segundo uma resolução da Organização das Nações Unidas (ONU) desde 2024. É um dia para pessoas de todas as idades brincarem juntas e celebrarem o poder que a brincadeira tem de apagar divisões, construir confiança e conexão, e inspirar curiosidade e criatividade.

## Proclamação
Em 25 de março de 2024, a Assembleia Geral das Nações Unidas adotou a resolução A/RES/78/268, declarando o dia 11 de junho como o Dia Internacional do Brincar.
Com o apoio de 140 Estados-membros. A organização internacional sem fins lucrativos Right To Play, cuja missão é usar a brincadeira para capacitar crianças vulneráveis a superar os efeitos da guerra, da pobreza e das doenças, trabalhou com a sociedade civil e parceiros empresariais para liderar a campanha por um Dia Internacional do Brincar, unidos pela convicção de que brincar é um direito fundamental e essencial para a aprendizagem e o desenvolvimento das crianças, que precisa estar na agenda de governos e atores da sociedade civil por ser digno de proteção e investimento.

## Comemoração
O Dia Internacional do Brincar, comemorado em 11 de junho desde 2024, representa um marco significativo nos esforços para preservar, promover e priorizar o brincar para que todas as pessoas, especialmente as crianças, possam colher os frutos e prosperar em seu potencial máximo.
Além da mera recreação, a brincadeira é uma linguagem universal falada por pessoas de todas as idades, transcendendo fronteiras nacionais, culturais e socioeconômicas. Essa paixão compartilhada fomenta um senso de comunidade e orgulho nacional.
Também promove resiliência, criatividade e inovação nos indivíduos. Para as crianças, em particular, brincar ajuda a construir relacionamentos e melhora o controle, a superação de traumas e a resolução de problemas. Ajuda as crianças a desenvolver as habilidades cognitivas, físicas, criativas, sociais e emocionais necessárias para prosperar em um mundo em rápida transformação.
Restringir as oportunidades de brincar prejudica diretamente o bem-estar e o desenvolvimento da criança. Em ambientes educacionais, a aprendizagem lúdica tem sido reconhecida como uma abordagem eficaz para envolver os alunos ativamente no processo de aprendizagem. Ela ajuda a tornar a aprendizagem mais agradável e relevante, aumentando assim a motivação e a retenção de informações.
Além disso, considera-se que a brincadeira tem um impacto positivo na promoção da tolerância, da resiliência e na facilitação da inclusão social, da prevenção de conflitos e da construção da paz. Em reconhecimento a isso, a Convenção das Nações Unidas sobre os Direitos da Criança consagrou a brincadeira como um direito fundamental de toda criança, nos termos do Artigo 31.
O dia internacional cria um momento unificador nos níveis global, nacional e local para elevar a importância do brincar. Ele sinaliza um apelo por políticas, treinamento e financiamento para integrar o brincar à educação e aos ambientes comunitários em todo o mundo.

## Temas
- 2025: “Escolha Brincar — Todos os Dias”[6]
- 2024: “Brincar une todos nós”[7]